# Битва при Ализии
Битва при Ализии — морское сражение в ходе Беотийской войны между афинским и спартанским флотами, в котором афинский флот под командованием Тимофея одержал победу.
В 375 году до н. э. фиванцы обратились к своим союзникам афинянам с просьбой отправить войско в Пелопоннес, чтобы помешать отправке спартанской армии в Беотию. Афиняне, недовольные спартанцами из-за рейда Сфодрия отправили эскадру в 60 триер в экспедицию вокруг Пелопоннеса. Обогнув Пелопоннес и опустошив некоторые его территории, Тимофей подчинил Керкиру. В отличие от спартанцев Тимофей, захватив остров, никого не порабощал, не удалял в изгнание и не вмешивался в государственное устройство Керкиры, чем расположил её и окрестные полисы к Афинам.
Против него спартанцы отправили эскадру под командованием наварха Николоха с 60 кораблями. Увидев флот Тимофея, он решил вступить в бой, хотя у него недоставало шести амбракийских кораблей. Тимофей пустил вперёд 20 самых быстроходных судов, которые с помощью уловок и манёвров смогли измотать спартанцев, а затем выступил с основными силами, одержал победу и поставил трофей на Ализии, а спартанцы отступили. После того, как к Николоху приплыли амбракийские корабли, он снова выступил против афинян, но так как Тимофей был занят ремонтом кораблей на суше, Николох поставил трофей и удалился.
Во время этого же похода Тимофей заключил союз с акарнанами, эпиротами, афаманами, хаонами и другими народами запада Балканской Греции. В результате спартанцы отказались от борьбы за господство на море и пошли на перемирие с афинянами.